# 아사카와정
아사카와정(일본어: 浅川町 아사카와마치[*])은 일본 후쿠시마현 이시카와군의 정이다.

## 추계 데이터
- 총인구 - 6,558명 (2018년 2월)
- 가구 수 - 2,168가구 (2018년 2월)
- 연소(15세 미만) 인구 비율 - 15.9% (2005년)
- 고령(65세 이상) 인구 비율 - 23.7% (2005년)
- 주간 인구 - 6,407명 (2000년)
- 경제활동인구 - 4,016명 (2000년)
- 제1차 산업 취업자수 - 510명 (2000년)
- 제2차 산업 취업자수 - 1,921명 (2000년)
- 제3차 산업 취업자수 - 1,444명 (2000년)
- 농업 산출액 - 1,660백만 엔 (2004년)
- 제조품 출하액 등 - 24,480백만 엔 (2004년)
- 상업 연간 상품 판매액 - 3,824백만 엔 (2003년)

## 역사
- 1935년 8월 1일 - 아사카와촌이 정으로 승격해 아사카와정이 되었다.
- 1954년 10월 1일 - 야마시라이시촌과 합병하였다.
- 1955년 8월 20일 - 히가시촌의 일부를 편입하였다.

## 인구
| 연도 | 인구  | ±%    |
| ---- | ----- | ----- |
| 1950 | 9,490 | —     |
| 1960 | 8,625 | −9.1% |
| 1970 | 7,837 | −9.1% |
| 1980 | 7,488 | −4.5% |
| 1990 | 7,727 | +3.2% |
| 2000 | 7,484 | −3.1% |
| 2010 | 6,888 | −8.0% |

## 교통

### 철도
- 동일본 여객철도 스이군선

### 도로
- 국도 118호선(일본어판)

### 주요 지방도
- 후쿠시마현도 25호 다나구라 사메가와선
- 후쿠시마현도 71호 나코소 아사카와선
- 후쿠시마현도 75호 하나와 이즈미자키선

### 일반도로
- 후쿠시마현도 178호 이와키 아사카와 정거장선
- 후쿠시마현도 276호 아사카와 고전선
- 후쿠시마현도 179호 시라이시 정거장선
- 후쿠시마현도 277호 야시로다아사카와선